# Denis Peschanski
Denis Peschanski (Paris, 11 de novembro de 1954) é um historiador francês. Em 2009, tornou-se diretor de pesquisa do CNRS de primeira classe (DR1). É também um ativista político, membro do Partido Socialista.

## Biografia
Filho de Alexandre-Sacha Peschanski e Dora Peschanski,. Denis Peschanski é o irmão caçula do neurocientista Marc Peschanski e do físico Robi Peschanski.

### Carreira profissional
Entrou no CNRS em 1982 como engenheiro de pesquisa, após o doutoramento. Desde 2009, Denis Peschanski é diretor de pesquisa.
Historiador, especialista em história do comunismo e da França de Vichy e em estudos da memória, ele tem sido um membro, desde 2002, do Centro para a História Social do Século XX, em Paris.
Foi condecorado cavaleiro da Ordem das Artes e Letras.